# The Stronger Love
The Stronger Love er en amerikansk stumfilm fra 1916 af Frank Lloyd.

## Medvirkende
- Vivian Martin som Nell Serviss.
- Edward Peil Sr. som Jim Serviss.
- Frank Lloyd som Tom Serviss.
- Jack Livingston som Rolf Rutherford.
- Alice Knowland som Mrs. Jane Rutherford.